# Cercueil
Pour les articles homonymes, voir Bière (homonymie) et Cercueil (homonymie).
Un cercueil est un coffre dans lequel on place un cadavre avant de l'ensevelir dans une tombe ou lui faire subir une crémation.
Dans l’Antiquité, la « bière » désignait la civière sur laquelle était allongé le corps du défunt enveloppé d'un linceul, avant d’être inhumé dans une fosse. On parle encore aujourd'hui de « mise en bière ».

## Histoire
De nombreux types antiques de cercueils et sarcophages sont connus.
En Europe, à l'origine garni de plomb pour les rois et la haute noblesse, il était fait de simple planches pour le peuple. 
Le cercueil est devenu obligatoire dans de nombreux pays, avec quelques dérogations, par exemple pour l'inhumation en mer, ou pour les moines trappistes qui pouvaient, morts, directement être mis en terre, sans cercueil.
Par exemple, le chroniqueur médiéval écrit à l'occasion de la mort en 1397 du duc (de Glocester)  « [...] mort à Calais il fut moult honorablement enmbaumé et mis en un vaissel de plomb e dessus couvert de bois, et envoyé en cet état par mer en Angleterre ».

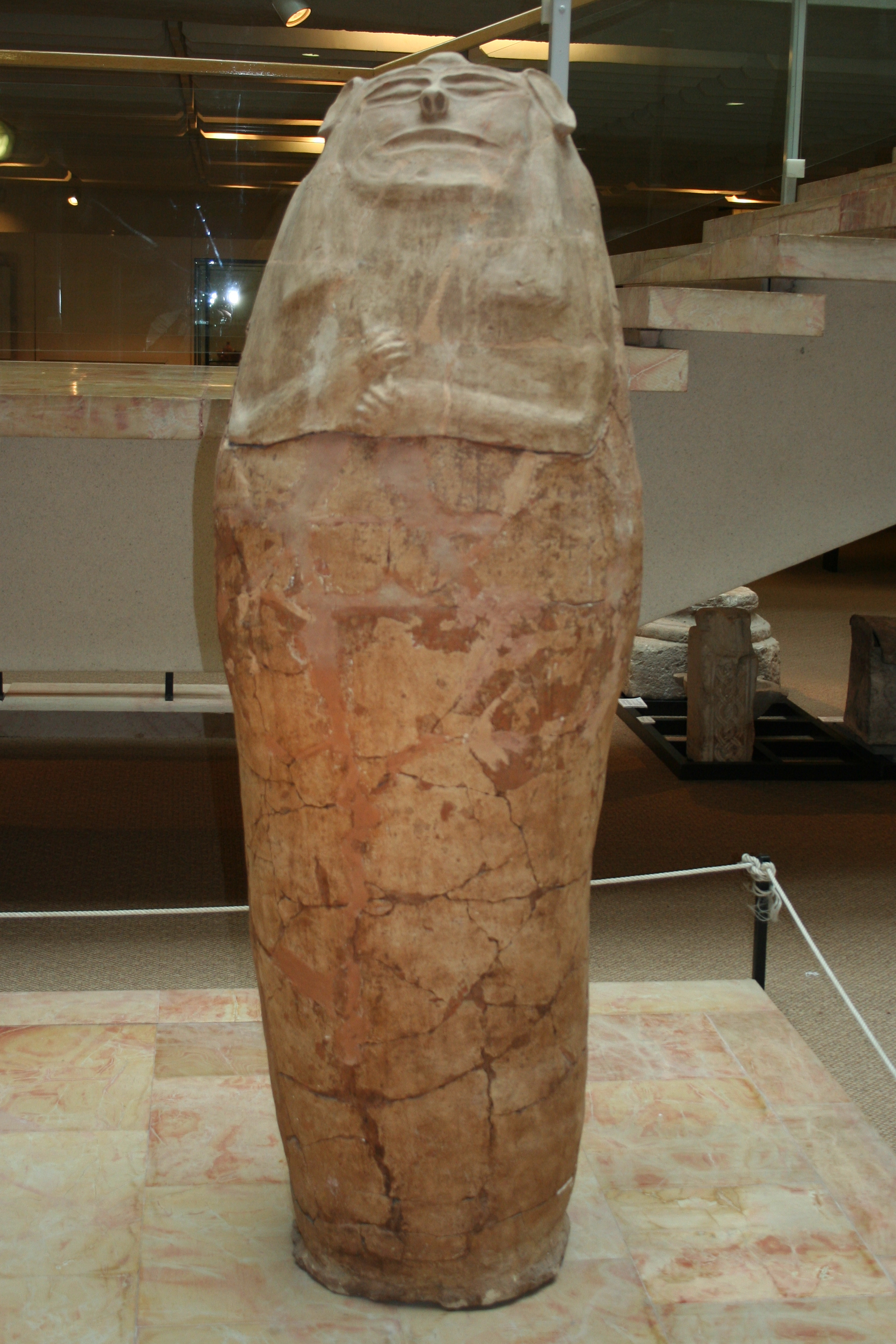
Cercueil d'argile anthropoïde, daté de l'âge du bronze (XIVe et XIIe siècles), découvert sur la péninsule du Sinaï à Dier-el-Balach (Hecht Museum, Université de Haifa, Israël).
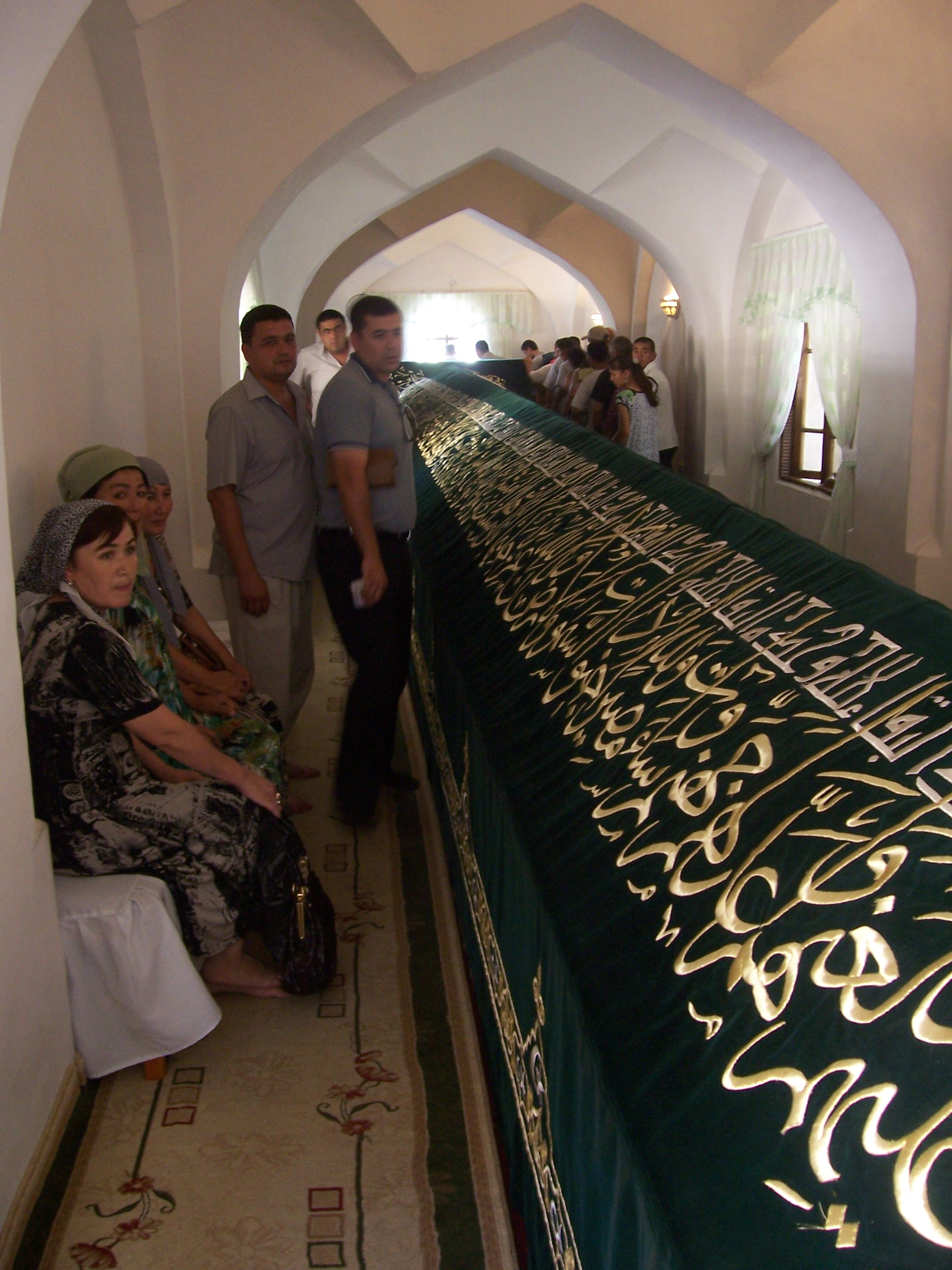
Le tombeau présumé de Daniel à Samarcande. La légende veut que son corps continue de croître malgré la mort, d'où un cercueil grand de plusieurs mètres.

## Le cercueil aujourd'hui

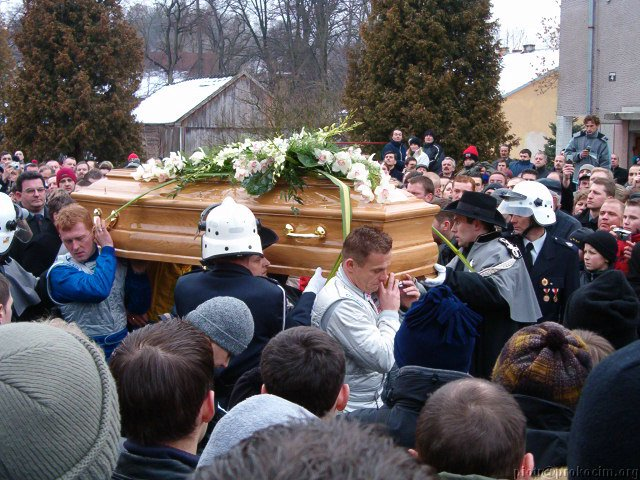
Cercueil en bois vernis.

Les cercueils sont traditionnellement en bois, obligatoirement équipés d'un dispositif d'étanchéité au fond, et de quatre poignées. Les différentes formes de cercueil portent les noms de « Parisien », « Lyonnais », « tombeau », « sarcophage » ou « coffre ». Toutefois depuis quelques années sont également proposés des cercueils en fibres de cellulose recyclée (dits cercueils en carton). Leurs fabricants mettent en avant les caractéristiques mécaniques du carton alvéolaire mais aussi du carton ondulé ainsi que le caractère écologique du produit qui permet d'économiser le bois destiné à la menuiserie qui devient rare et cher et que l'on oriente vers des applications incontournables et d'inscrire la fabrication de cercueils dans l'économie circulaire et dans la transition écologique de l'industrie funéraire. 
Des accessoires peuvent l'agrémenter à l'intérieur et à l'extérieur : capiton, coussin, drap pour l'intérieur, cache-vis, emblèmes à l'extérieur. Le couvercle du cercueil est obligatoirement muni d'une plaque d'identité.

### En Grande-Bretagne
En Grande-Bretagne, il est possible de se faire enterrer dans un cercueil en osier. Cette matière pourrait rendre les pompes funèbres plus écologiques.

### En France
Le cercueil fait partie des prestations obligatoires définies par l'article L2223-19 du code général des collectivités territoriales. La fermeture du cercueil est autorisée par la commune sur présentation du certificat médical du décès et après les formalités de déclaration de décès.
Le linceul et cercueil sont obligatoires en France depuis l’arrêté du 27 Germinal an IX (17 avril 1801). Cette obligation a conduit à ce qu’un marché se crée autour de la fourniture de linceuls et de cercueils. 
Lorsque la commune de mise en bière diffère de la commune d'inhumation et en l'absence de famille à la fermeture du cercueil, et systématiquement en cas de crémation, en zone rurale, un policier municipal, un garde champêtre ou le maire vient vérifier l'identité du défunt, et après fermeture du cercueil, il appose des scellés sur les vis de tête et de pied. En zone urbaine, cette tâche revient à la police nationale. 
Pour un séjour en caveau provisoire de plus de 6 jours, un transfert à l'étranger, un transport aérien ou le décès après certaines maladies : le cercueil doit être équipé d'une enveloppe intérieure métallique étanche soudée appelée « zinc » (autrefois dans un alliage de plomb et d'étain) et équipé d'un filtre épurateur de gaz. La crémation de ce type de cercueil est possible mais aucun crématorium en France ne la pratique plus (auparavant le crématorium de Beaucaire proposait cette prestation). Le procureur de la république peut, sous réserve que la demande soit justifiée, autoriser l'ouverture du cercueil hermétique afin que le défunt soit placé dans un cercueil éligible à la crémation.

### Au Ghana
Depuis les années 1950, certains membres du peuple Ga dans la région d'Accra (Ghana) sont enterrés dans des cercueils personnalisés lors de funérailles particulièrement animées. Les cercueils, dont la forme évoque souvent le métier du défunt, sont réalisés par des menuisiers Ga. En langue Ga, les cercueils personnalisés sont appelés parfois Abebuu adekai ou « okapi adekai » (« boîtes à proverbes »). Eric Adjetey Anang, petit-fils de Seth Kane Kwei (1925-1992) est l'un de ces artistes qui a accédé comme Ataa Oko (1919-2013), Paa Joe (1947), Kudjoe Affutu (1985) et Daniel Mensah (1968) à une reconnaissance internationale : plusieurs cercueils réalisés par ces artistes étaient exposés dans des galeries et musées d'art contemporain occidentaux. 
Par exemple, un cercueil de poule blanche de Ataa Oko au Kunstmuseum de Berne et un coq rouge d'Ataa Oko pour une collection privée d'Ataa Oko 2006, un cercueil en forme de Centre Pompidou pour une exposition au Centre Pompidou 2010 à Paris par Kudjoe Affutu. Un cercueil en forme de frigo pour l'exposition La carte d'après nature, Nouveau musée national de Monaco à Monte-Carlo (2011) est dans la collection de Thomas Demand et un autre, le cercueil «Hummer» est dans l'exposition Fetisch Auto. Ich fahre, also bin ich (2011) au Musée Tinguely à Bâle.

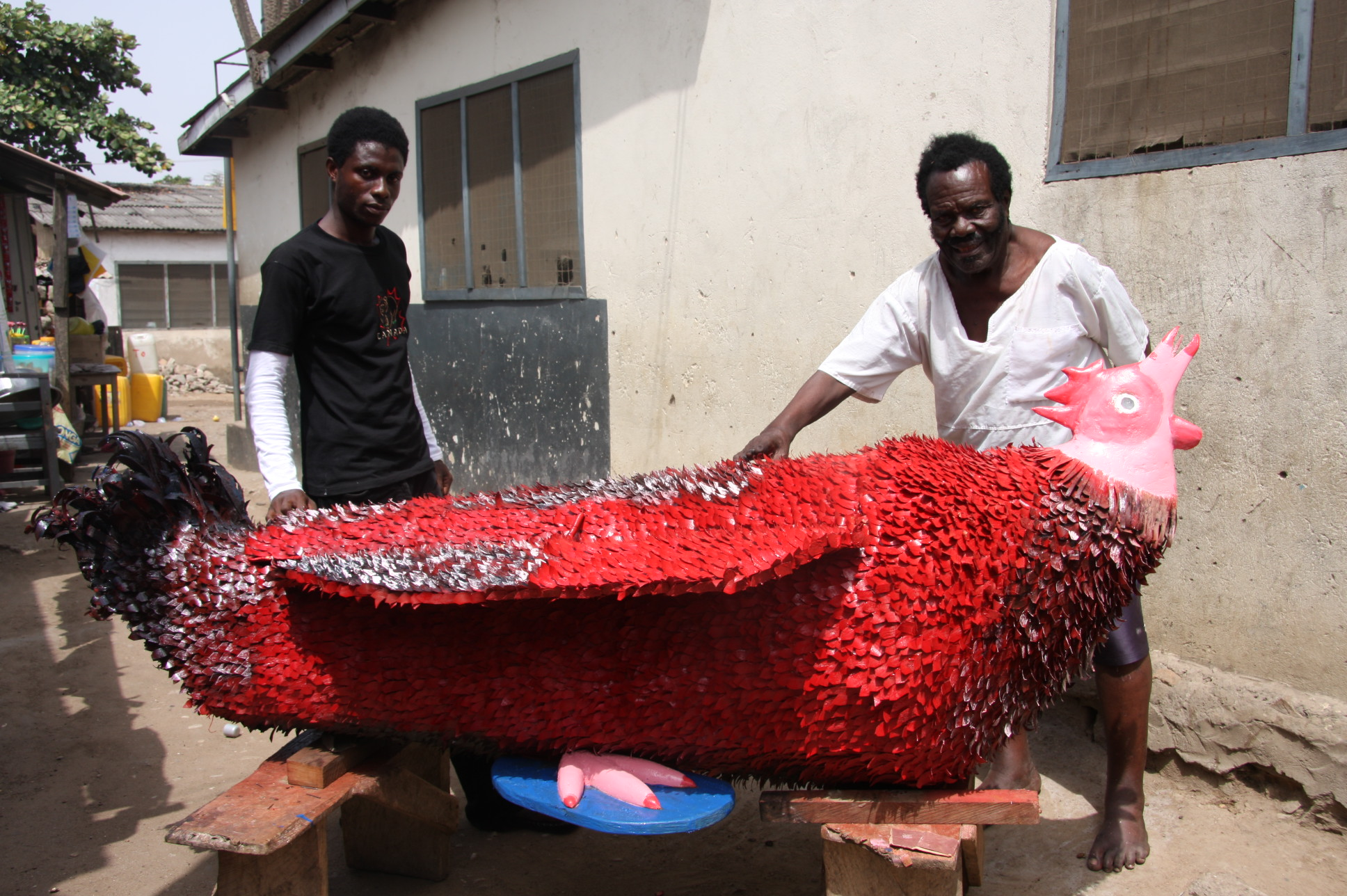
Ataa Oko et Kudjoe Affutu avec Ataa Oko's coq rouge, collection privée de Regula Tschumi en 2009.
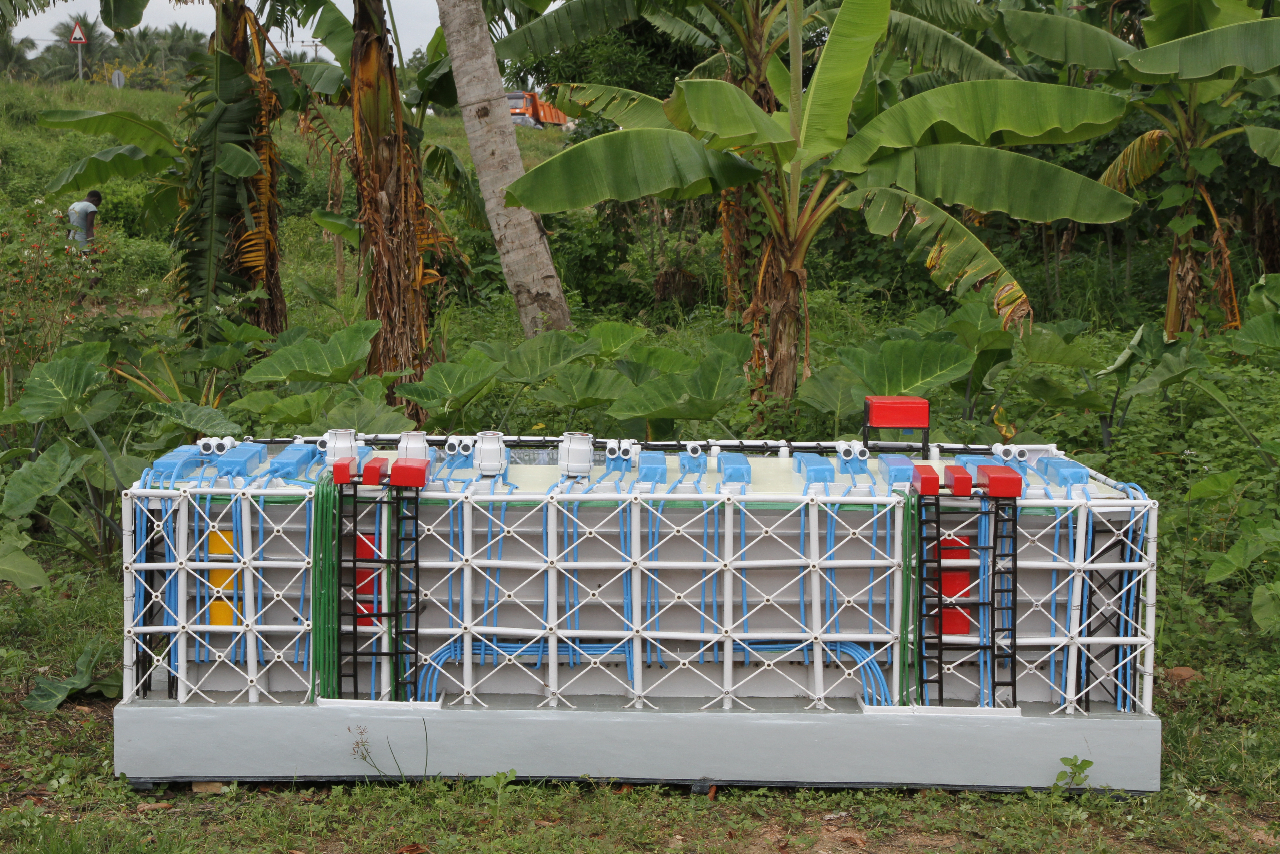
Cercueil-Pompidou. Kudjoe Affutu, pour l'exposition « Anthologie de l’humour noir » au Centre Pompidou à Paris 2010.
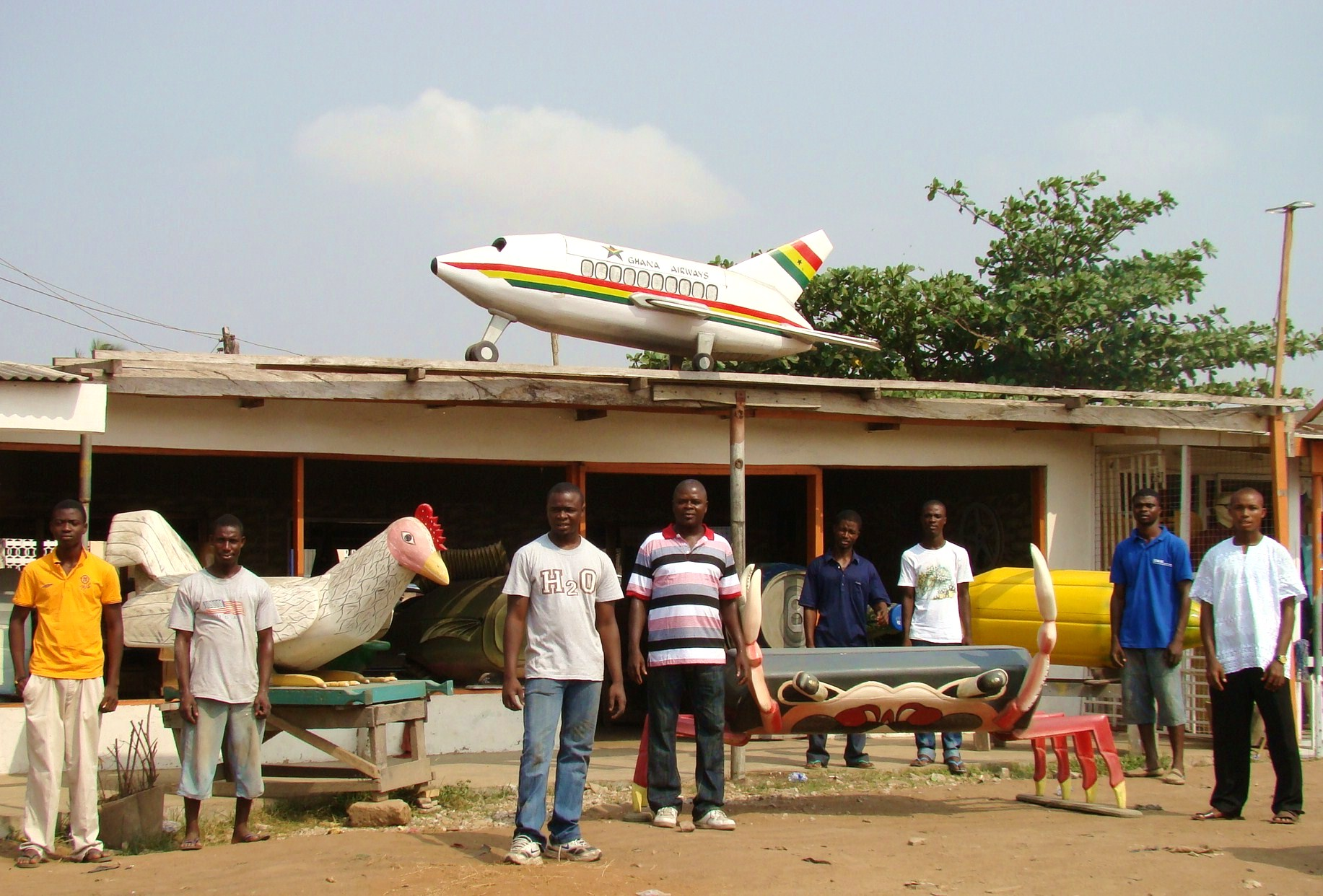
Cercueils en forme d'avion, de poule, crabe, cabosse de cacao réalisés par l'atelier Kane Kwei à Teshie (Ghana).